# ナルコレプシー
ナルコレプシー (narcolepsy, [ˈnɑːrkəˌlɛpsi]) とは、日中において場所や状況を選ばず起こる強い眠気の発作を主な症状とする睡眠障害である。日本語で居眠り病（いねむりびょう）と呼ばれる。自発的に覚醒を維持する能力、およびレム睡眠を調節する機能の両者が阻害される。
笑い、喜び、怒りなどの感情が誘因となる情動脱力発作を伴う患者（ナルコレプシー１型）も多いが、その症状が無い（ナルコレプシー2型）患者もいる。

## 概要
現在、ナルコレプシーの診断基準に大きな問題があり、日中において場所や状況を選ばず起こる強い眠気の発作、後述のレム睡眠を調節する機能の阻害、金縛り・幻覚・幻聴、の症状はナルコレプシーに特有なものではなく重度の睡眠不足やその他の睡眠障害と同一症状である。
また、後述の睡眠障害国際分類第3版 (ICSD-2) の診断基準も睡眠不足と同一の検査結果であり、反復睡眠潜時検査MSLTの検査基準は一般人口にも2 - 4 %（多くはシフトワーカーや睡眠不足）で診断基準を満たす者が存在する。
2018年の国際過眠症学会で発表された内容によると、現在、日本のナルコレプシー2型の疾患の診断を受ける患者の多くは普段の睡眠時間が4時間以下で、受験勉強や残業等で睡眠時間を多く削った後に、強い眠気の発作、レム睡眠を調節する機能の阻害、金縛り・幻覚・幻聴を発症し、診断を受けている。
ナルコレプシー患者は、通常であればノンレム期を経た後で発生するレム睡眠が入眠直後に発生してしまい、また入眠時レム睡眠期 (SOREMP) が出現するため、入眠時に金縛り・幻覚・幻聴の症状が発生する。更に夜間はレム睡眠とノンレム睡眠の切り替わりで中途覚醒を起こすため、目は覚めても体を動かそうとする脳の一部が眠っているために金縛りを体験することになる。入眠後から起床時までは、そのような状況のため概して睡眠が浅くなりやすくなり、夢を見る回数が増える。ほとんどが悪夢で、現実とリアルな夢の境目が分からずにうなされる場合が多い。
有病率は米国では4000人に1人ほど。現在、確定診断を受けた患者数は日本国内においておよそ2000人前後（2009年12月現在）であるが、決して珍しい病気ではなく、日本では600人に1人程度（0.16%）は罹患していると想定されている。なお、世界の有病率の平均は2000人に1人程度（0.05 %）であり、その4倍近い日本人の有病率は世界最高であるという。ちなみに日本人と遺伝子の近いアジア諸国の有病率には、日本のナルコレプシーのような有意差が見られない。従って、世界一の短時間睡眠国の日本のナルコレプシーの有病率は実際はナルコレプシーではない患者（多くは睡眠不足の誤診）が統計に組み込まれている事が指摘されている。
治療は対症療法である。また、治療を行っていない状態で機械や自動車の運転中などに発作が起こると重大な事故の原因となりうるため、日本睡眠学会では、運転中の居眠りや事故経験によっては、治療によって改善されるまでは車両運転を控えるべきであることを医師が伝える必要があるとしている。
具体的な治療法については、「ナルコレプシー#治療」を参照。

## 症状
日中の過度の眠気
100%の患者に発現。日中、突然に耐え難い眠気に襲われるという発作。
情動脱力発作（カタプレキシー）
76%ほど。笑い、喜び、あるいは自尊心がくすぐられるなど感情が昂ぶった際、突然に抗重力筋が脱力するという発作。全身にわたり、倒れてしまう発作のほか、膝の力が抜けてしまう、呂律がまわらなくなる、手に持っているものを落とす、眼瞼下垂、口の半開きなどの部分発作もある。
ナルコレプシーが独立疾患として命名された頃は、睡眠発作と情動脱力発作を明確に区別することはなかったが、20世紀初頭にこれらを区別するようになり、1916年にカタプレキシーと名付けられた。
カタプレキシーはナルコレプシー1型に特有な症状であり、2型はカタプレキシーを伴わない。
入眠時幻覚
68%ほど。睡眠発作により睡眠に陥った際、及び夜間の入眠時に現実感の強い幻覚を見ることがある。これは入眠直後にレム睡眠状態になるために、大脳皮質の前頭前野が覚醒時と同様に活動していることにより、非常に現実感を伴った夢を見ている状態であると考えられている。またこの時、筋肉は脱力状態にあるため金縛り状態となり、非常に現実感を伴った夢が入眠時幻覚として体験されることになる。寝入り際に幽霊を見たり、幽体離脱といった類の心霊現象を訴えることがあるが、これも入眠時幻覚によって見る現象である。
睡眠麻痺
64%ほど。いわゆる金縛りと呼ばれる症状。開眼し意識はあるものの随意筋を動かすことができない状態。
以上の4症状は4大症状と呼ばれる。うち、下の3つはREM睡眠と密接に関連しており、REM睡眠関連症状と呼ばれることがある。REM睡眠が発見された1953年から数年後、ナルコレプシーでは入眠時レム睡眠期 (SOREMP) が出現することが1960年に発見され、続いてSOREMPが入眠時幻覚や睡眠麻痺に影響を与えていることが発見された。
睡眠障害
87%ほど。中途覚醒、熟睡困難など。夜間就寝中に頻回に目が覚めたり、幻覚や睡眠麻痺があること、また、睡眠構築の乱れもあるため熟睡が困難である。てんかんやびっくり病は要鑑別疾患である。
自動症
眠った感覚がないにもかかわらず、直前に行った行為の記憶がない状態。逆に言えば無意識に寝てしまい、寝ながら行為を続けている状態。

## 原因
原因は解明されていない。ナルコレプシーの発症に強く関与していると考えられている主な遺伝的要因には、ヒト白血球抗原（HLA）複合体として知られる6番染色体の領域が関係している。
ナルコレプシーの病因として特定されているものには、オレキシンの欠乏がある。オレキシンは視床下部から分泌される神経伝達物質で、1998年に櫻井武（現・筑波大学医学医療系教授）と柳沢正史（当時・テキサス大学サウスウェスタン医学センター教授、現・筑波大学国際統合睡眠医科学研究機構教授）らのグループによって発見された。
オレキシン遺伝子を破壊したノックアウトマウスには、ナルコレプシー症状が現れることが明らかになっている。また、任意のヒトのナルコレプシー患者においても、視床下部のオレキシンを作る神経細胞が消滅していることが明らかになっている。さらに、オレキシン神経細胞を破壊し人為的にナルコレプシーを引き起こしたノックアウトマウスに、オレキシン遺伝子を導入したり、脳内にオレキシンを投与することで、ナルコレプシー症状が改善されることも明らかにされた。
オレキシンは、覚醒レベルの維持、睡眠・覚醒状態の適切な維持・制御に重要な役割を持っている。ナルコレプシーは、オレキシンの欠損に基づく症状である。他に、ナルコレプシーの病因として関連性が注目されているものには、HLAとの関連性がある。人のナルコレプシーにおいては、HLA-DR2がほぼ全例で陽性であるという調査結果が1983年に発表された。また、日本人のナルコレプシー患者の間では、ほぼ全例においてHLA-DQ1も陽性であるという調査結果がある。ただし日本国外、特に黒人においてはDR2陰性の患者も多く存在する。これらのことから、ナルコレプシーが自己免疫疾患である可能性が示唆されているが、2012年現在、証明はされていない。
2012年、ヒトのナルコレプシーは、オレキシン神経が自己免疫疾患を理由として後天的に損傷を受けたことに伴う神経伝達障害であるとする仮説が発表された。

## 診断
診断基準については議論が続いている。睡眠障害国際分類第2版 (ICSD-2) では、睡眠障害の診断名が第1版に比べて細分化されており、ナルコレプシーにおいても「情動脱力発作を伴うナルコレプシー」「情動脱力発作を伴わないナルコレプシー」「身体疾患によるナルコレプシー」「特定不能のナルコレプシー」の4つに細分化されている。このうち、「情動脱力発作を伴うナルコレプシー」と「身体疾患によるナルコレプシー」では、脳脊髄液中のオレキシン1（ヒポクレチン-1）濃度が110pg/mL以下（正常コントロール群平均値の3分の1以下）であることがナルコレプシーの補助診断基準に含められている（前者は第3項、後者は第2項の選択的条件の1つ）。これには、90%以上の患者で髄液中のオレキシンが低値となること、正常群や他の要因による患者では低値とはならないことに基づく。逆に、「情動脱力発作を伴わないナルコレプシー」の疫学は判明していないとされている。
鑑別疾患として、昼間に眠くなるその他の病気を挙げる。
- 睡眠時無呼吸症候群
- 起立性調節障害
- 不眠症
- 真性過眠症
- 特発性過眠症
- 反復性過眠症（周期性過眠症）
- 覚醒不全症候群
- うつ病（双極性）
- 季節性うつ病
- 周期性四肢麻痺
- むずむず脚症候群
- 薬物・アルコールの慢性使用
- 身体疾患・神経疾患の一部
- 心因性などの精神障害
- 概日リズム睡眠障害
- クライン・レビン症候群

## 治療
他の過眠症と同様に、まずは夜間の睡眠を十分にとる事が大切とされている（「睡眠衛生」も参照）。可能であれば計画的に昼寝を取ることも予防となる。
ナルコレプシーも睡眠の病気で、治療を通して良くなっていくものであり、なまけによるものではないという周囲の理解、サポートも重要である。また、日本ナルコレプシー協会が普及啓発や交流事業を行っており、相談も受け付けている。

### 薬物療法
中枢神経刺激薬を使用することで日中の眠気を抑制することができるため、この目的にメチルフェニデート（リタリン）・モダフィニル（モディオダール）・ペモリン（ベタナミン）が主に使用されている。かつてはメタンフェタミン（ヒロポン錠）が使用されることもあったが、現在では極めて稀である。同じくナルコレプシー適応のピプラドロール（カロパン）は現在日本では発売されていない。また、抗うつ薬が情動脱力発作や睡眠麻痺といった、レム睡眠関連症状を抑制することから、三環系抗うつ薬やSSRI、SNRIが主に用いられる。4-ヒドロキシ酪酸 (4-Hydroxybutyrate、GHB) も治療に使われることがあった。
日中の眠気抑制を目的とした投薬の、2012年時点の主流はモダフィニル（モディオダール）である。これには、メチルフェニデートやペモリンに比べて依存性の問題がないことや肝臓への負担が少ないことなど、副作用が少ないことが挙げられる。本剤は、ナルコレプシー専用の治療薬として日本国内で承認され、最大30日分まで処方箋が可能となっている。血中濃度の半減期が12時間と比較的長く、朝食後に一回飲むだけで約8時間効果が持続する。
メチルフェニデートは、血中濃度の半減期が7時間ほど、実効時間は4時間ほどであるため、症状によっては1日複数回の服用となる。日本においては、不正使用や乱用の問題から登録医のみが処方可能となっており（詳細は本剤の記事を参照）、他剤で充分な効果が得られない場合や副作用によって他剤を使用することが困難な場合などに限って使用し、主剤として用いるのは極力避けるべきであると、日本睡眠学会は発表している。
ペモリンは、モダフィニル同様に血中濃度の半減期が12時間と長く、1日1回の投与で良いとされている。ただし、本剤は肝臓への負担が高いとされている。
これらはいずれも対症的な治療であって根本的な治療ではない。そのため、投薬を中止すると元の眠気水準に戻ってしまうことになる。また、いずれも夜間の睡眠に悪影響を与えてはいけないことから、夕方までに効果が切れるように処方されることとなり、薬効を翌日に持ち越すことはできない。そのため、毎日服用する必要がある。
上記以外の薬としては、オレキシンがナルコレプシーなどの睡眠障害に対する新規治療薬開発につながることが期待されている。2017年5月、筑波大学の柳沢正史らは米アカデミー紀要電子版でオレキシン様化合物の研究結果を発表した。彼らが作成に成功したオレキシン様化合物は、正常なマウスに投与すると覚醒時間が延長され、継続して投与するとナルコレプシー患者に多い体重増加も抑制されるなど、効果があることが確認されたという。

## 疫学
発症期は主に15歳前後が多く、40歳以上の発症はまれである。本病気の症状特性上、病気であること自体に患者本人が気付く場合が少ないため、発症から確定診断までの平均期間が約15年と極めて長期になっている。
NPO法人日本ナルコレプシー協会は、社会的認知度向上に向けて2009年より全国の各中学校・各高等学校にむけて『ナルコレプシーとは』とのパンフレットを配布し啓発をはじめた。

## 歴史
ナルコレプシーは、睡眠障害の研究・治療が行われていく過程で、イギリス人医師トーマス・ウィリスによって最初の報告がされ、1880年にフランスの医師ジャン＝バティスト＝エドゥアール・ジェリノーによって名付けられた。直訳としては「Narco＝眠り」「Lepsie＝発作」を意味するため、「眠り発作」となる。日本では周囲から見た患者の様子から「居眠り病」「過眠症」とも呼ばれる事があるが、他の傾眠傾向の睡眠障害（睡眠時無呼吸症候群など）を一括りに扱うそのような病名は適切ではない。このように一般への知名度が極めて低いうえ、専門医が少ないため、罹患者に対する正しい診断・治療が受けにくいことや、まわりの人間からの理解が得られないなど、罹患者には精神的にも大きな負担がかかっているのが現状である。

## 社会的状況

### ナルコレプシーを患っている（いた）著名人
- 色川武大（阿佐田哲也）

ナルコレプシーに罹患しており、その体験を元にした作品なども発表している。また、友人である作家の山口瞳の随筆でも色川のナルコレプシーに関する記述が散見される。なお、色川武大がナルコレプシーに悩まされるようになるのは、アウトローの世界から足を洗った後である。